# アン・フレッチャー
アン・フレッチャー（Anne Fletcher、1966年5月1日 - ）は、アメリカ合衆国の映画監督および振付師。

## 略歴
15歳の時にプロのダンサーとしてデビュー。ダンサーとして『マスク』や『チアーズ!』などに出演。また、『ブギーナイツ』や『恋は邪魔者』、『40歳の童貞男』などの振り付けを手掛けた。
2006年公開の『ステップ・アップ』で映画監督デビューを果たす。

## 監督作品
- ステップ・アップ Step Up (2006)
- 幸せになるための27のドレス 27 Dresses (2008)
- ステップ・アップ2:ザ・ストリート Step Up 2: The Streets (2008)
- あなたは私の婿になる The Proposal (2009)
- 人生はノー・リターン 〜僕とオカン、涙の3000マイル〜 The Guilt Trip (2012)
- キューティ・コップ Hot Pursuit (2015)
- ダンプリン Dumplin' (2018)
- This Is Us (2019-2020) テレビドラマシリーズ